# Rhizoridae
Rhizoridae is een familie van weekdieren uit de klasse van de Gastropoda (slakken).

## Geslachten
- Rhizorus Montfort, 1810
- Volvulella Newton, 1891